# Pristimantis charlottevillensis
Pristimantis charlottevillensis là một loài động vật lưỡng cư trong họ Strabomantidae, thuộc bộ Anura. Loài này được Kaiser, Dwyer, Feichtinger, & Schmid miêu tả khoa học đầu tiên năm 1995.
Chúng là loài đặc hữu của Trinidad và Tobago. Môi trường sống tự nhiên của nó là các khu rừng đất thấp ẩm nhiệt đới và cận nhiệt đới.